# Agusti López
Agusti Ferran López Torres (ur. 3 października 1993) – hiszpański zapaśnik walczący w stylu wolnym. Mistrz śródziemnomorski w 2016 roku.